# Ball de Cossis
|  | No s'ha de confondre amb Ball dels cossiers. |

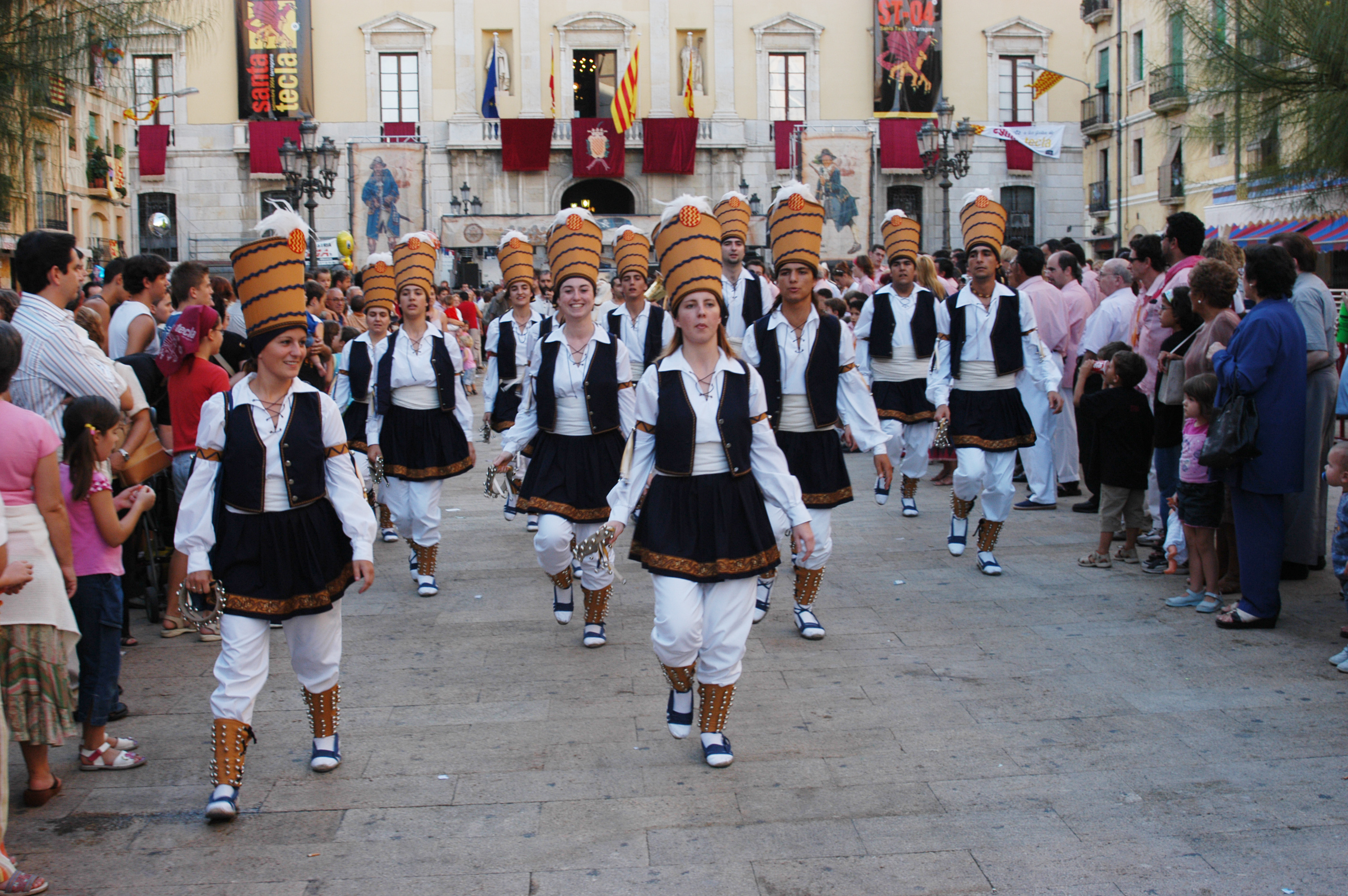
Ball de Cossis, l'any 2004.

El ball de Cossis és un ball tradicional de cercavila que forma part del seguici popular de les Festes de Santa Tecla, festa major de la ciutat de Tarragona.
El nom «cossi» fa referència al barret en forma de recipient que els dansaires duen al cap, i que simbolitzen l'eina emprada antigament per pescar pops.
Se'n tenen referències des del segle xv, tot i que l'any 1804 aquest ball, que representava el gremi dels corders, va desaparèixer. És un dels quatre balls que l'Esbart Dansaire de Tarragona va recuperar entre el 1985 i el 2004 després d'una recerca sobre els vestigis folklòrics de la ciutat, juntament amb el ball de Gitanes, el de Pastorets i el dels Set Pecats Capitals i el de Cossis. Està emparentat amb el Ball dels Cossiers de Mallorca i el Ball de Prims de Reus.
L'any 2013 l'Esbart Dansaire va presentar el Ball de Cossis Petit, una rèplica del Ball de Cossis gran, per a balladors de menys de 12 anys, dins el marc de la festa Santa Tecla petita.